# Liste des communes françaises de l'Oise ayant changé de nom au cours de la Révolution
Pour un article plus général, voir Liste des communes françaises ayant changé de nom au cours de la Révolution.
Cet article présente la liste des communes françaises de l'Oise ayant changé de nom au cours de la Révolution. 

## Oise
Les noms des communes qui ont conservé leur nom révolutionnaire sont surlignés en bleu ciel.
| Commune                                                  | Nom révolutionnaire           | Notice Ehess-Cassini |
| -------------------------------------------------------- | ----------------------------- | -------------------- |
| Abancourt                                                | Abancourt-la-Montagne         | no 9                 |
| Aumont (devenue Aumont-en-Halatte)                       | Aumont-la-Montagne            | no 1809              |
| Auteuil                                                  | Auteuil-sans-Culottes         | no 1957              |
| Baron                                                    | Bar-sur-Nonette               | no 2718              |
| Belle-Église                                             | Belle-Montagne                | no 3509              |
| Béthisy-Saint-Martin                                     | Béthisy-sur-Autonne           | no 4015              |
| Béthisy-Saint-Pierre                                     | Béthisy-la-Butte              | no 4016              |
| Bouillant (réunie à Crépy-en-Valois)                     | Bouillant-Germinal            | no 5124              |
| Cambronne-lès-Clermont                                   | Cambronne-le-Mont-Brutus      | no 6671              |
| Chantilly                                                | Champ-Libre                   | no 8115              |
| Chapelle-en-Serval (La)                                  | Pierre-la-Montagne            | no 8240              |
| Chapelle-en-Serval (La)                                  | Rameuse                       | no 8240              |
| Compiègne                                                | Marat-sur-Oise                | no 10039             |
| Coudray-Belle-Gueule (Le) (devenue Le Coudray-sur-Thelle | Le Coudray-la-Montagne        | no 10491             |
| Coudray-Saint-Germer (Le)                                | Le Coudray-en-Thelle          | no 10493             |
| Ermenonville                                             | Jean-Jacques-Rousseau         | no 12853             |
| Estrées-Saint-Denis                                      | Estrées-Franciade             | no 13164             |
| Gerberoy                                                 | Gerbe-la-Montagne             | no 15345             |
| Hodenc-l'Évêque                                          | Hodenc-les-Vignes             | no 17185             |
| Lachapelle-Saint-Pierre                                  | Pierre                        | no 8325              |
| Lacroix-Saint-Ouen                                       | Silvie                        | no 11176             |
| Liancourt-Saint-Pierre                                   | L'Unité-de-l'Oise             | no 19434             |
| Longueil-Annel                                           | Longueil-sur-Oise             | no 19959             |
| Longueil-Sainte-Marie                                    | Longueil-la-Montagne          | no 19967             |
| Mont-l'Évêque                                            | Mont-sur-Monette              | no 23632             |
| Mouchy-le-Châtel                                         | Mouchy-la-Réunion             | no 24150             |
| Neuville-Roy (La)                                        | Longvillers-Boncourt          | no 25070             |
| Noailles                                                 | La Neuville-sur-Aronde        | no 24914             |
| Noël-Saint-Martin (réunie à Villeneuve-sur-Verberie)     | Noël-les-Vallons              | no 25091             |
| Noël-Saint-Martin (réunie à Villeneuve-sur-Verberie)     | Rouane                        | no 25091             |
| Notre-Dame-du-Thil (réunie à Beauvais)                   | Duthil-la-Montagne            | no 12335             |
| Plessis-de-Roye                                          | Plessis-Belval                | no 27105             |
| Pont-l'Évêque                                            | Pont-Port                     | no 27577             |
| Pont-Sainte-Maxence                                      | Pont-la-Montagne              | no 27608             |
| Pont-Sainte-Maxence                                      | Pont-sur-Oise                 | no 27608             |
| Pronleroy                                                | Pron-l'Oise                   | no 28103             |
| Roy-Boissy                                               | Choisy-Boissy                 | no 29934             |
| Roye-sur-Matz                                            | Source-du-Matz                | no 29942             |
| Saint-Arnoult                                            | Arnoult-les-Montagnes         | no 30483             |
| Saint-Crépin-aux-Bois                                    | Blanchérie                    | no 31051             |
| Saint-Deniscourt                                         | Deniscourt-la-Montagne        | no 31137             |
| Saint-Étienne (devenue Saint-Étienne-Roilaye)            | La Queue-du-Bois              | no 31638             |
| Saint-Firmin (réunie à Vineuil-Saint-Firmin)             | La Queue-du-Bois              | no 31638             |
| Saint-Jean-aux-Bois                                      | La Solitude                   | no 32428             |
| Saint-Just-des-Marais (réunie à Beauvais)                | La Chaussée-de-la-Montagne    | no 32740             |
| Saint-Léger-aux-Bois                                     | La Chanvrière                 | no 32928             |
| Saint-Leu-d'Esserent                                     | Côte-de-la-Liberté-sur-Oise   | no 32975             |
| Saint-Maur                                               | Mor-la-Chaussée               | no 33526             |
| Saint-Maximin                                            | Maximum                       | no 33603             |
| Saint-Pierre-lès-Bitry                                   | Les Gorges-de-Bitry           | no 34073             |
| Saint-Samson-la-Poterie                                  | Samson-sur-Thérain            | no 34514             |
| Saint-Sauveur                                            | Sauveur-Géroménil             | no 34567             |
| Saint-Thibault                                           | L'Union                       | no 34819             |
| Saint-Vaast-de-Longmont                                  | Longmont                      | no 34874             |
| Saint-Valery                                             | La Montagne-sur-Bresle        | no 34891             |
| Saint-Valery                                             | Valéry-la-Montagne            | no 34891             |
| Saint-Valery                                             | Vallée-la-Montagne            | no 34891             |
| Sainte-Geneviève                                         | Montcailloux                  | no 31411             |
| Trie-Château                                             | Trye-sur-Troesne              | no 38216             |
| Villeneuve-le-Roi                                        | Villeneuve-les-Sablons        | no 40328             |
| Villers-Saint-Frambourg                                  | Villers-la-Forêt              | no 40519             |
| Villers-Saint-Sépulcre                                   | Villers-Coteaux               | no 40678             |
| Villers-sous-Saint-Leu                                   | Villers-sur-Oise              | no 40521             |
| Villers-Vicomte                                          | Villers-Marat                 | no 40430             |
| Vineuil (réunie à Vineuil-Saint-Firmin)                  | Les Sans-Culottes-sur-Nonette | no 62430             |